# Mirko Divković
Mirko Divković (Zagreb, 24. lipnja 1843. – Samobor, 12. siječnja 1924.) bio je hrvatski filolog, leksikograf, prevoditelj i gimnazijski profesor. Izradio je utjecajne priručnike za poučavanje hrvatskog i latinskog jezika.

## Životopis i stručni rad
Pohađao je Klasičnu gimnaziju u Zagrebu koju je završio 1863. godine. Divković je gotovo cijeli svoj profesorski radni vijek (od 1868. do 1908., s prekidom 1870. – 1871.) proveo u zagrebačkoj Klasičnoj gimnaziji, a 26 godina bio joj je i ravnatelj, od 1882. do 1908. Prevodio je s ruskog jezika.
Objavio je niz školskih gramatičkih priručnika i čitanka za hrvatski jezik. Osobito su bili značajni Oblici (morfologija) i Sintaksa iz 1879. – 1880., koji su doživjeli niz kasnijih izdanja, od 1898. objedinjeni u jednom svesku i u takvom obliku do 1917. Divković je slijedio gramatičke radove Đure Daničića i Franca Miklošiča, i postepeno uvodio vukovsku jezičnu normu u nastavu. O kvaliteti njegovih udžbenika mišljenja suvremenika bila su podijeljena – iako su ih pozitivno ocijenili vukovci Daničić i Tomo Maretić, negativno su o njima pisali Armin Pavić i osobito Adolfo Weber Tkalčević, predstavnik zagrebačke filološke škole i autor dotadašnjih školskih udžbenika, što je dovelo do polemike među autorima. Divkovićevi su udžbenici prevagnuli i ostali u upotrebi niz godina, s posljednjim izdanjem 1917. Kasnije je Divkovićevu gramatiku osporio i njen raniji zagovornik Maretić, kad je 1899. objavio vlastitu školsku gramatiku kojom je namjeravao zamijeniti Divkovićevu.
Za poučavanje latinskog priredio je dvije zbirke vježbi (1876.), a potom i kratki popratni hrvatsko-latinski rječnik (1877.). Godine 1881. u suradnji s Matijom Valjavcem, Franjom Petračićem i Sebastijanom Žepićem izdaje Latinsko-hrvatski rječnik za škole. Samostalno priređuje njegovo drugo izdanje 1900., koje je pretiskivano više puta do kraja 20. stoljeća. Obasežući preko tisuću stranica, to je najveći hrvatski rječnik klasičnog latinskog.

## Djela

### Jezik
- Latinske vježbe: za I. gimnazijski razred, 1876., 51898.
- Latinske vježbe: za II. gimnazijski razred, 1876., 51898.
- Rječnik hrvatsko-latinski k Latinskim vježbama za I. gimnazijski razred, 1877.
- Hrvatske gramatike I. dio: Oblici. [...] za srednje i nalik im škole [...], 1879., 61897.
- Nauka o izreci za školu, 1880., 21881., 61895. (Rečenica (nauka o izreci) za školu), 111911 (Rečenica za školu), 131917.
- Hrvatske gramatike II. dio: Sintaksa za školu, 1881., 41896. (Hrvatska sintaksa za školu)
- Latinsko-hrvatski rječnik za škole, 1881. (suautori M. Valjavec, F. Petračić, S. Žepić), 21900., 81997.
- Oblici staroslovjenskoga jezika za školu: po Franji Miklošiću, 1883.
- Oblici i sintaksa hrvatskoga jezika za srednje škole, 71898., 121917.

Popis ne obuhvaća čitanke za 1., 3. i 4. razred gimnazije koje je Divković priredio, a koje su izdavane od 1880. do 1940.

### Prijevodi
- Izbrane ruske narodne pripovijetke, 1893.
- Ivan Turgenjev: Lovčeve bilježke (Izabrane pripovijesti, sv. 3), 1897.
- I. Turgenjev: Prkonjica / Zapisi suvišna čovjeka / Tri susreta / Mumu [prev. Josip Miškatović] / U predvečerje [prev. M. Divković] (Izabrane pripovijesti, sv. 4), 1901.
- I. Turgenjev: Oci i djeca (Izabrane pripovijesti, sv. 5), 1904.
- Ruske narodne pripovijetke, 1905.
- I. Turgenjev: Dim, 1913.
- Ruske narodne pripovijesti, ilustrirao Ljubo Babić, 1923.
- I. Turgenjev: Čortophanov [prev. M. Divković] / Jedan boem [prev. Rastko Petrović], 1930.?

## Reference
1. ↑  Koprek 2007, str. 915.
2. ↑  Pleše i redakcija 1993.
3. ↑  Koprek 2007, str. 893.
4. ↑  Smajić 2007, str. 186.
5. ↑  Tafra 1993, str. 387.
6. ↑  Smajić 2007, str. 191.
7. ↑  Smajić 2007, str. 188-190.
8. ↑  Smajić 2007, str. 190.
9. ↑  Vince 1986.